# Европейская патентная организация
Европейская патентная организация (ЕПО) (англ. European Patent Organisation EPO или иногда EPOrg, чтобы отличать от Европейского патентного ведомства — англ. European Patent Office) — международная организация, основанная в 1977 году на базе Европейской патентной конвенции (англ. European Patent Convention (EPC)). Штаб-квартира ЕПО находится в Мюнхене. ЕПО юридически не связана с Европейским союзом и имеет несколько членов, которые сами не являются членами ЕС. Для осуществления процедуры выдачи европейского патента ЕПО имеет административную и финансовую самостоятельность.

## Органы
Европейская патентная организация имеет два органа: Европейское патентное ведомство, которое выполняет функции её исполнительного органа, и Административный совет, который выступает в качестве надзорного органа, а также, в ограниченной степени, её законодательного органа. Полномочия по пересмотру Европейской патентной конвенции (ЕПК), лежат на самих договаривающихся государствах. Такой пересмотр может происходить во время заседаний конференции Договаривающихся государств.

### Европейское патентное ведомство
Европейское патентное ведомство (ЕПВ) рассматривает заявки и выдает европейский патент в соответствии с Европейской патентной конвенцией. Штаб-квартира ЕПВ расположена в Мюнхене с отделением в Рейсвейке (пригород Гааги), а также подразделениями в Берлине, Вене, и «Бюро по вопросам связи» в Брюсселе.

### Административный совет
Административный совет состоит из представителей договаривающихся государств, и осуществляет надзор за работой Европейского патентного ведомства, ратификацией бюджета и утверждением действий Президента Управления. Совет также вносит изменения в Правила ЕПК и некоторые конкретные положения статей Европейской патентной конвенции.

## Члены ЕПО
На октябрь 2022 года членами Европейской патентной организации являлись 39 государств: Австрия, Албания, Бельгия, Болгария, Великобритания, Венгрия, Германия, Греция, Дания, Ирландия, Исландия, Испания, Италия, Кипр, Латвия, Литва, Лихтенштейн, Люксембург, Мальта, Монако, Нидерланды, Норвегия, Польша, Португалия, Румыния, Сан-Марино, Северная Македония, Сербия, Словакия, Словения, Турция, Финляндия, Франция, Хорватия, Черногория, Чешская Республика, Швейцария, Швеция, Эстония.